# 5478 Wartburg
För andra betydelser, se Wartburg (olika betydelser).
5478 Wartburg eller 1989 UE4 är en asteroid i huvudbältet som upptäcktes den 23 oktober 1989 av den tyske astronomen Freimut Börngen vid Tautenburg-observatoriet. Den är uppkallad efter den medeltida borgen Wartburg.